# عکس بازداشت

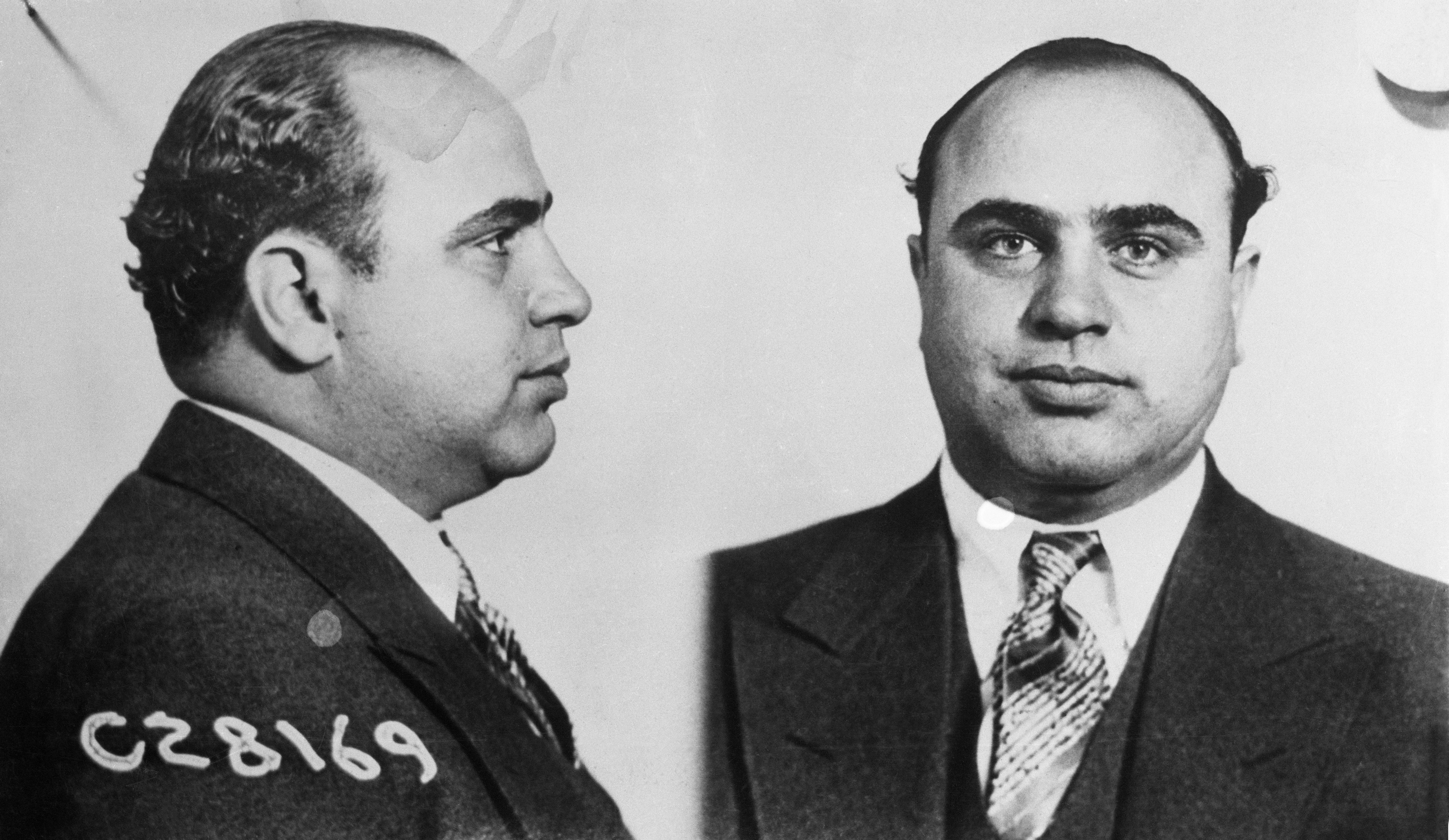
عکس بازداشتِ ال کاپون گنگستر آمریکایی در ۱۹۳۱.

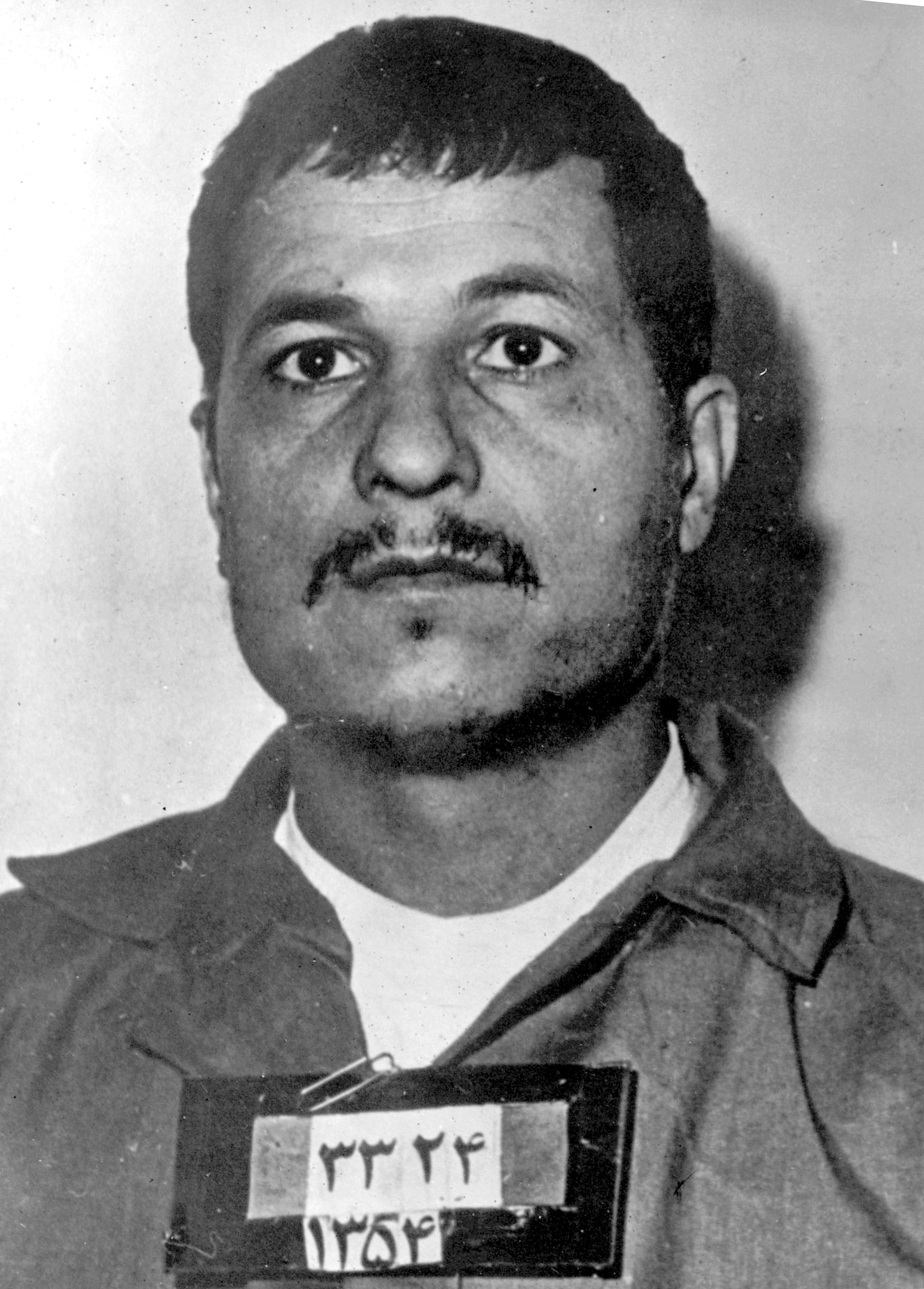
عکس بازداشت اکبر هاشمی رفسنجانی پیش از انقلاب اسلامی ایران

عکس بازداشت یا کارت عکس (به انگلیسی: Mug Shot)‏ اصطلاحی برای عکس پلیس یا بایگانی عکس پلیس است. این عکس به طور معمول از یک فرد پس از دستگیری گرفته می‌شود. آلفونس برتیلون، افسر پلیس پاریس، مبدع عکس بازداشت بود.